# Lapp-Nils

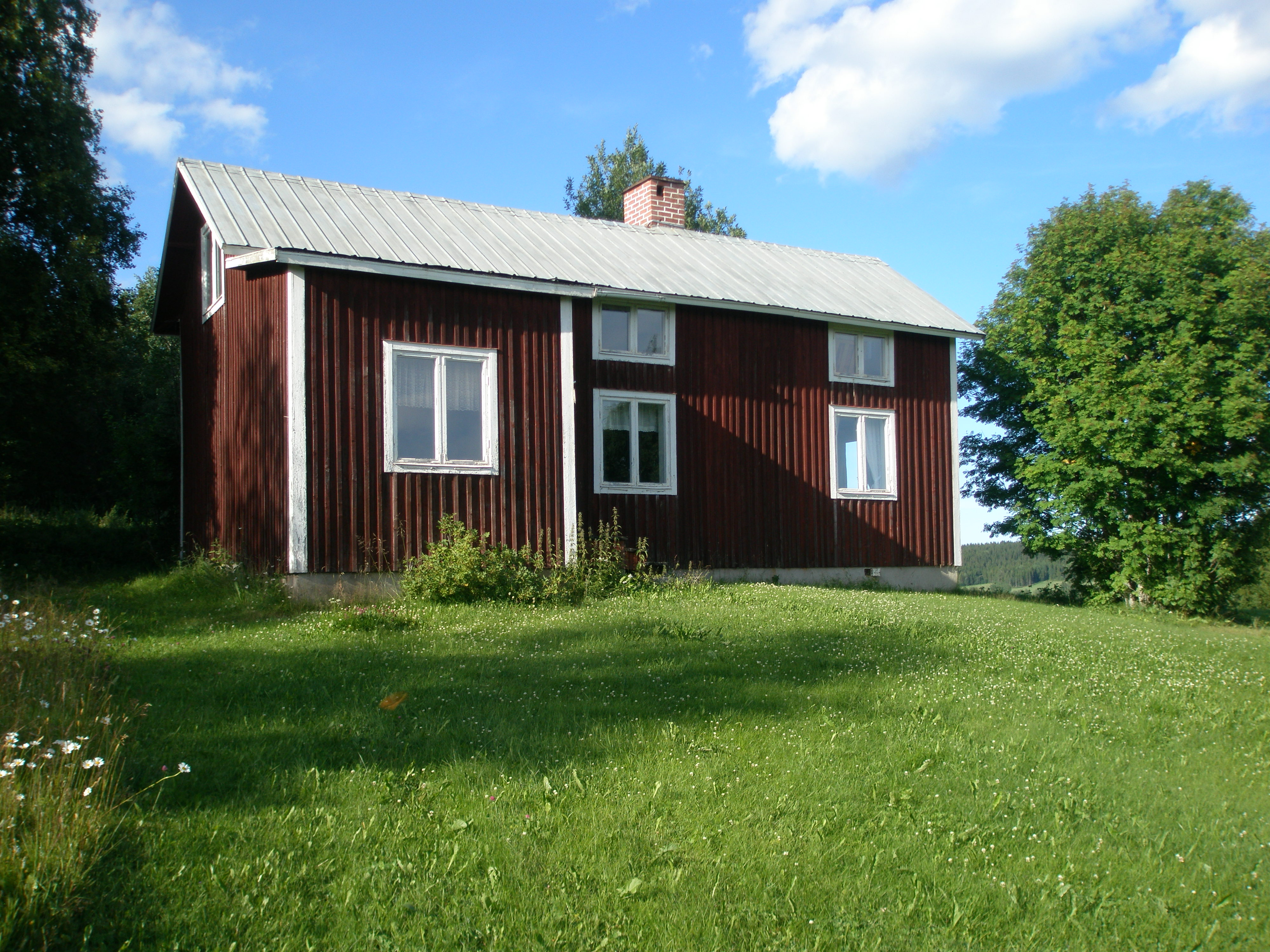
Lapp-Nils-torpet i Önet, Offerdal.

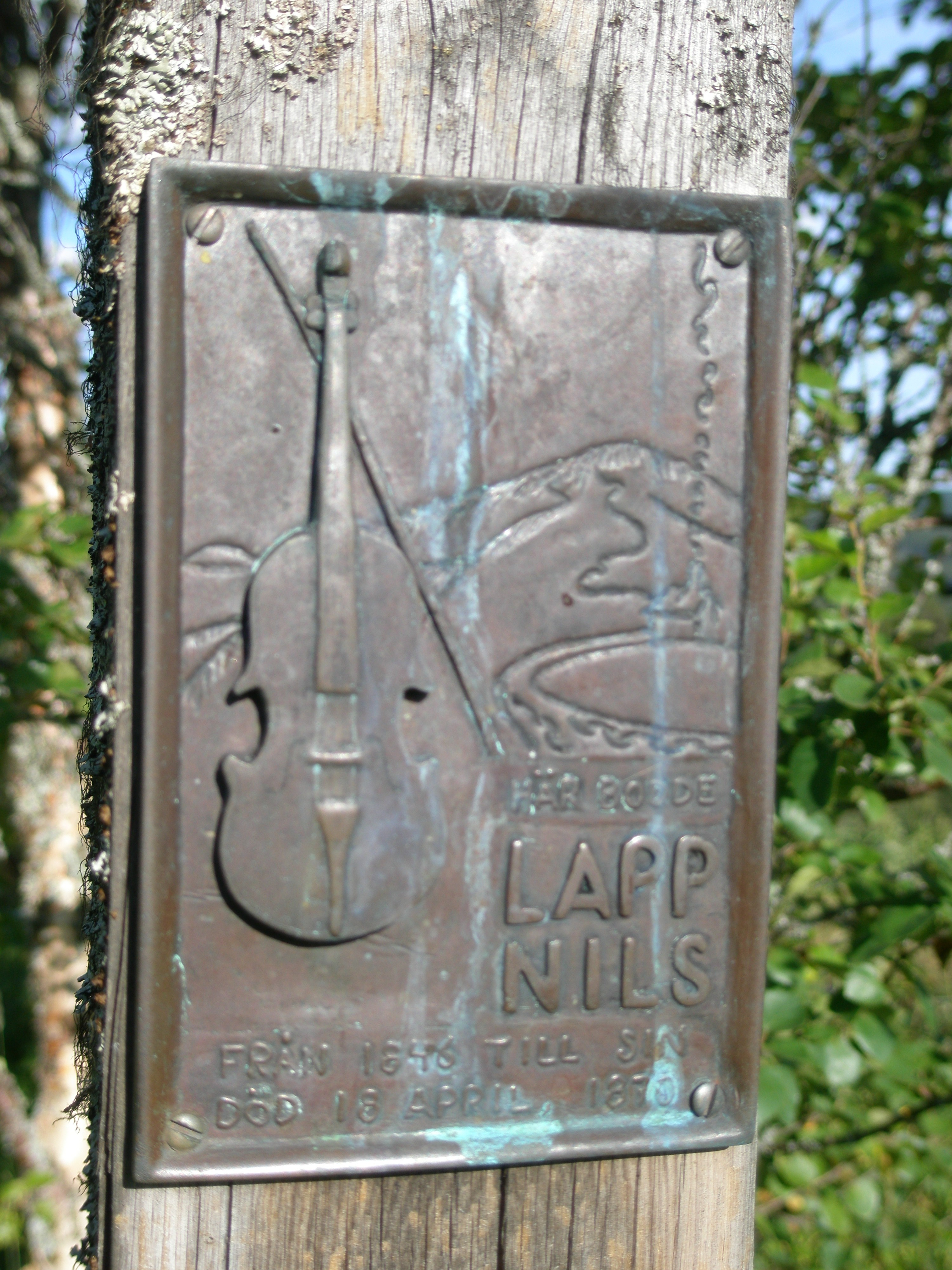
Minnesmärke över Lapp-Nils i Önet.

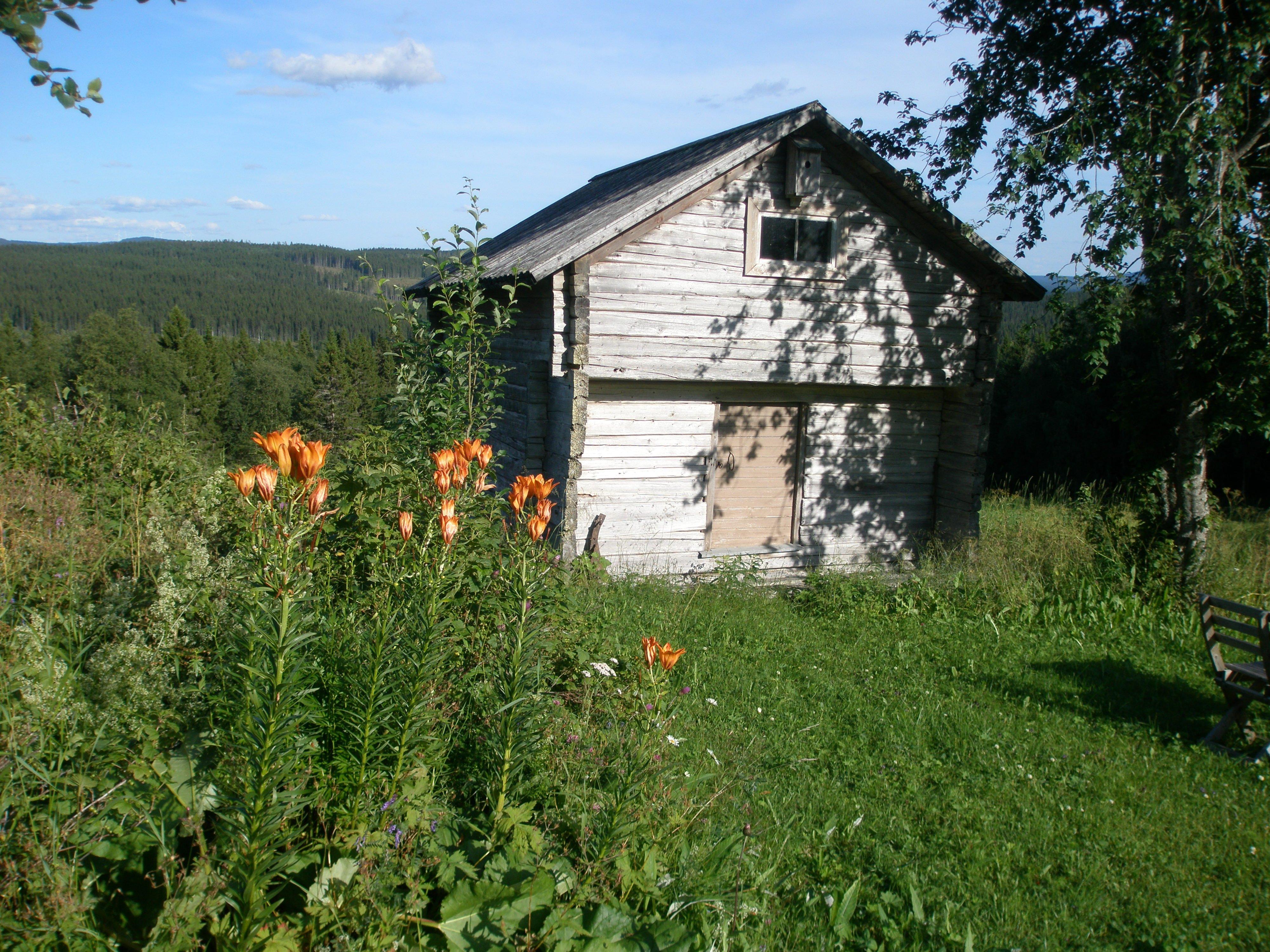
Del av Lapp-Nils-torpet i Önet, Offerdal.

Lapp-Nils, egentligen Nils Jonsson, född 8 maj 1804 i Hallens församling, Jämtlands län, död 18 april 1870 i Offerdals församling, Jämtlands län, var en samisk spelman.

## Biografi
Lapp-Nils var son till Jonas Jonsson och Lisbeta Nilssdotter från Aspås. 
Han började spela fiol mycket tidigt. Vid 14 års ålder dog fadern, och vid 17 års ålder flyttade han tillsammans med modern till Verdal och Levanger i Norge där han fick lektioner i fiolspel. Han blev känd fiolspelman i Tröndelag. År 1823 återvände han till Jämtland där han redan fått rykte om sig. Lapp-Nils verkade sedan som spelman och gårdfarihandlare med samiska produkter i stora delar av södra Norrland.
Tillsammans med spelkamraten Lapp-Jonas från Oviken uppträdde Lapp-Nils även på Stockholms gator och torg. Enligt traditionen gjorde de goda förtjänster. Iklädda sina samedräkter utgjorde de ett exotiskt inslag i gatubilden. Under sina spelmansvandringar lärde Lapp-Nils ut många polskor, skänklåtar, brudmarscher och andra låtar.
Nils gifte sig 1829 med en dotter till en Offerdalssame. Hon hette Kristina Clemensdotter men kallades för Lapp-Kersti. År 1837 flyttade de till ett dagsverkstorp i byn Hållan i Offerdal. Efter några år i Hållan flyttade de år 1849 till det s.k. Lapp-Nilstorpet som ligger en kilometer norr om Önet.
Lapp-Nils spelade på bröllop runt om i Jämtland, Medelpad och Hälsingland. Flera av hans elever kom till Lapp-Nilstorpet, och som betalning för undervisningen fick de hjälpa till att köra in hö, hugga rönn och skrapa rönnbark till korna. Genom eleverna har Lapp-Nilspolskorna förts vidare. Det finns flera myter kring Lapp-Nils, bl.a. att han som nyfrälst ska ha grävt ner sin fiol i samband med väckelserörelsen.
Lapp-Nils avled den 18 april 1870 i kallbrand. Han är begravd vid Offerdals kyrka tillsammans med sin fru som avled 1885. En minnessten gjord av Olof Ahlberg restes där till hans minne år 1943. Närvarande vid invigningen var bland annat landsantikvarien Eric Festin och konstnären Johan Tirén. När stenen avtäcktes framfördes musik av offerdalsspelmannen Olle Falk, en av de spelmän som förde arvet från Lapp-Nils vidare.